# Can Suriol (Olivella)
Can Suriol és un mas prop del nucli d'Olivella (Garraf), al costat de la Riera de Begues. L'origen del mas Can Suriol (dit antigament de la Roca) es remunta al segle xiv, quan era propietat de la família Urgell. Va ser dels Suriol durant els segles xvi i xvii i des del 1678, i fins al segle xx, va pertànyer a la família Raventós. Es tracta d'un edifici de grans dimensions, conegut com a Ca l'Amo, envoltat de diverses construccions. Consta de planta baixa, pis i golfes i la coberta és a dos vessants. La façana lateral està formada per dues galeries superposades amb deu arcs de mig punt cadascuna; a l'extrem esquerre, els dos darrers arcs de cada galeria han estat tapiats. La coberta de la galeria és a un vessant.